# 칠집싸이다
《칠집싸이다》는 대한민국의 가수 싸이의 일곱 번째 정규 음반이다. 2015년 12월 1일 KT 뮤직을 통해 발매되었다. 이번 앨범은 이전과 마찬가지로 싸이와 유건형이 프로듀서로 참여했으며, 테디, 쿠시, 에드 시런, 퍼렐 윌리엄스 등이 작곡가로 참여했다. 또한 자이언티, CL, 윌아이앰, 개코, 전인권 등이 피처링으로 앨범에 참여했다. 앨범에는 댄스 음악을 기본으로 EDM, 트랩, 힙합, 펑크, 미디엄템포와 같은 다양한 장르를 담았고, 희노애락에 대한 가사를 담았다.
앨범 활동 시 타이틀곡은 〈나팔바지〉와 〈DADDY〉 두 곡을 더블 타이틀곡으로 정했으며 2015년 12월 24일부터 26일까지는 '올나잇 스탠드2015-공연의 갓싸이'를 개최하고 수록곡들을 선보였다.

## 배경
2012년 《싸이6甲 Part 1》을 발매 직후 Part 2를 발매할 예정이었지만, 〈강남스타일〉의 예상치 못한 히트와 함께 3년 5개월이 지나 싸이는 이 기간이 너무 길다고 생각해 일곱 번째 정규 앨범을 만들기로 결정했다. 2014년 6월 8일 싱글 〈HANGOVER〉를 발매하고 나서 뮤직비디오 마지막 부분에 "NEW SINGLE 'DADDY' COMING THIS SUMMER"라는 문구를 남기며 여름에 새로운 노래 〈DADDY〉를 발매할 것을 예고했다. 2014년 6월 12일 싸이는 스타뉴스와의 인터뷰에서 "〈HANGOVER〉는 〈DADDY〉를 발표하기 전 선공개 곡이다. 〈DADDY〉는 굉장히 신나는 댄스곡이다. 〈강남스타일〉, 〈GENTLEMAN〉때처럼 유쾌하고 폭발적인 에너지를 마음껏 뿜어낼 것"이라고 말했다. 각종 언론을 통해 8월에 컴백할 것으로 알려졌지만, 2014년 10월 소속사측에서 "싸이가 반복되는 수정 작업으로 조금 더 완성도 높은 곡을 만들고 있다. 발매일은 오직 싸이만이 알고 있을 것"이라고 전했다. 12월까지 발매 소식이 없자 기존 곡들을 엎고 아예 발매하지 않는다는 기사가 떴지만, 소속사측은 사실이 아니며 본인이 원하는 상태가 될 때까지 발매를 미뤘을뿐이라고 설명했다. 싸이는 12월, 연말 콘서트 올나잇스탠드 2014 준비와 함께 새 앨범을 준비하며 2014년을 끝냈다. 올나잇스탠드 2014에서 싸이는 콘서트 도중 "초심으로 돌아가 싸이다운 새 앨범으로 돌아오겠다"고 선언했다.
2015년이 되고 나서도 발매 소식이 들리지 않았고, 앨범 컨셉을 바꾸기로 했다는 기사가 보도되었다. 싸이 소속사 대표 양현석은 "싸이가 심적 부담이 너무 컸다. 지금은 싸이가 자유롭게 할 수 있게끔 기다려줘야 한다. 다 내려놓고 쉬면서 무대를 즐겨야 영감님이 올 수 있을 것"이라고 말하며 싸이의 영감을 위해 대학 무대 공연을 주로 하며 2015년 상반기를 보냈다. 2015년 7월 28일 연합뉴스와의 전화통화에서 "월드스타로서의 부담감을 내려놓고 신곡 작업에 매진했다. 조만간 선보일 수 있을 것"이라고 전했다. 9월 21일 동대문 디자인 플라자에서 열린 중앙 50년 미디어 콘퍼런스에 참석한 싸이는 신곡이 완성되었고 안무를 만드는 중이라고 말했다. 11월 24일 네이버 V앱을 통해 방송되는 싸이 리틀 텔레비전에서 싸이는 이번 앨범의 제목은 《칠집싸이다》이며 수출용과 내수용 더블 타이틀곡으로 활동한다고 발표했다.

## 작업
"〈강남스타일〉은 내게 가수로서 대단한 기쁨을 줬지만 작사가, 안무가로서는 굉장한 고통의 시작이었다. 얘보다 잘돼야하고 얘랑 달라야하기 때문이었다. 신곡이 〈강남스타일〉보다 잘될리 만무하겠지만 난 한국의 신나는 애, 노는데 이골이 난 애같은 프로페셔널한 모습을 좀 더 상위 개념의 모습을 앞으로 뉴미디어를 통해 제시하고 보여드리고 싶다. 지난 2년간 명상을 하며 더 이상 노리지말자, 더 이상 너에게 그런 일은 일어나지 않는다, 땀을 흘리는 대중가수로 돌아가자고 스스로에게 말했다. 〈강남스타일〉 이전의 나, 겨드랑이 땀 흘리던 내가 하던 걸 하려고 애쓰는 게 목표다."

싸이는 새 앨범의 초기 콘셉트로 미국 시장을 겨냥하기로 했지만, 자신이 잘하는 가장 한국적이면서도 아시아 정서에 적합한 느낌으로 바꿨다. 그동안 세계적으로 활동하면서 〈강남스타일〉, 〈GENTLEMAN〉과 같은 B급 정서의 코믹한 이미지로 계속 소모되었는데, 이러한 이미지의 싸이만 존재했던 사태의 심각성을 직감하고 앨범 작업을 다시 했다. 2015년 4월 싸이의 소속사 대표 양현석은 기자들과의 만남에서 "〈강남스타일〉의 히트로 사람들의 기대가 너무 크다보니 싸이가 신곡에 대한 부담을 크게 느껴왔다. 작곡은 편안한 마음에서 영감을 얻어서 해야 하는데 너무 부담이 크다보니 싸이가 지난 1년간 너무 힘들어했다"고 말했다. 힘들어하던 싸이에게 양현석은 "다 내려놓아라. 니가 언제부터 미국 가수였냐? 예전의 날라리로 돌아가서 음악을 편안하게 하라"고 조언했고, 싸이는 "나는 무대에 서는게 가장 행복한데 무대에 서지 못해 음악이 안 나오는 것 같다"라고 말했다. 이에 양현석은 영감을 얻기 위해 싸이를 각종 대학 축제 무대에 서게 했다. 대학 무대에 서면서 정신이 조금씩 돌아왔다고 말하며 "하고 싶은 걸 하면서 이 직업을 택했는데 왜 남의 눈치를 보는가라는 고민에 빠졌다. 예전의 나라면 이런 노래를 썼겠다는 생각으로 다시 재정비하고 곡을 만들었다"라고 덧붙였다.
싸이는 이번 앨범에서 '초심'을 찾겠다고 전했다. 싸이는 "초심 찾기가 쉽지 않다. 어려운 것 같다. 초심을 찾는 것은 훈련소를 두 번 가는 것보다 힘들다"라고 말했다. 초심을 찾기위한 고민도 계속 했는데, "내 초심이 뭘까, '새'일까 등 여러 가지 생각을 했다. 여러분이 바라는 초심 중에는 '낙원'이나 '아버지'같은 감성의 노래들 또한 제게 원하는 또 다른 초심 같았다"라고 말했다. 앨범의 제목도 초심을 찾기 위한 일환으로 자신이 즐겨 마시는 청량음료를 패러디한 《칠집싸이다》로 지었다. 싸이는 흔히 말하는 미국병에 걸렸었다며 이 때문에 곡도 잘 안 써졌다고 밝혔다. 과거 19금 컨셉 음악을 선보여 왔던 것과 달리 〈강남스타일〉 이후 더 넓은 연령대의 대중을 포용해야 한다는 변화된 현실에 혼란스러웠다고 한다. 이후 정체성을 찾자고 다짐했고 새 앨범 발표가 없음에도 자신의 연말 공연을 꾸준히 찾아준 관객들을 보며 앨범을 내자고 결심했다.
이번 앨범에는 댄스 음악이 기본이 되는 EDM, 트랩, 힙합, 펑크, 미디엄템포 등 여러 장르를 넣었다. 이에 대해 싸이는 "좋게 말하면 백화점 나쁘게 말하면 잡탕"이라고 소개했다. 가사적인 부분에서도 이전에 늘 해온 희노애락에 대해 담았다고 한다. 또한 이번 앨범에는 수출용과 내수용 더블 타이틀곡이 있다고 했는데, 수출용 타이틀곡은 〈Daddy〉로 수출용이기 때문에 제목도 영어로 지었다고 한다. 내수용은 〈나팔바지〉로 초심을 찾은 노래이며 예전 싸이의 모습을 그대로 담았다고 말했다. 〈Daddy〉는 1년 9개월 동안 작업했고, 〈나팔바지〉는 축제 공연을 마치고 나서 싸이가 해보자고 했던 마음을 먹고 만든 노래이다. 〈I Remember You〉는 〈어땠을까〉의 뒤를 잇는 노래라고 한다.

## 평가
| 전문가 평가 | 전문가 평가 |
| 평가 점수   | 평가 점수   |
| 출처        | 점수        |
| ----------- | ----------- |
| 이즘        | [ 15 ]      |
| 올뮤직      | [ 16 ]      |
| PopMatters  | [ 17 ]      |

이즘에서는 "음악은 예상 가능한 범위를 벗어나지 않는다. 《칠집싸이다》는 익숙한 동시에 낯설다. 익숙한 원초적 흥은 살아 숨쉬지만, 날 것 그대로 투박하던 가사는 B급 모양으로 세공된듯 싱거워졌다. 노랫말도, 이를 담고 있는 음악도 감동이 없다. 솔직히 까고말해서, 그가 언제부터 이렇게 몸을 사렸는가"라고 리뷰했다.

## 프로모션
싸이는 2015년 11월 24일부터 29일까지 네이버 V앱을 통해 "싸이 리틀 텔레비전"이라는 생방송에 출연했다. 싸이는 자체적으로 진행하며 이 방송을 통해 컴백 전 새 앨범에 대한 이야기, 홍보 등을 했다. 2015년 12월 2일 홍콩에서 열린 Mnet 아시안 뮤직 어워드를 통해 새 앨범의 수록곡들을 처음으로 선보이기도 했다.

## 수록곡
| #             | 제목                                     | 작사                                                                                 | 작곡 | 편곡                  | 재생 시간 |
| ------------- | ---------------------------------------- | ------------------------------------------------------------------------------------ | --- | --------------------- | --------- |
| 1.            | 댄스쟈키                                 | 싸이(Psy)                                                                            | 싸이(Psy), 유건형                                                                                           | 유건형                | 3:22      |
| 2.            | I Remember You (Feat. Zion.T)            | 싸이(Psy), 타블로                                                                    | 싸이(Psy), 유건형                                                                                           | 유건형                | 3:43      |
| 3.            | 나팔바지                                 | 싸이(Psy)                                                                            | 싸이(Psy), 유건형                                                                                           | 유건형                | 3:43      |
| 4.            | DADDY (Feat. CL Of 2NE1)                 | 싸이(Psy), TEDDY, Dominique Regiacorte, Jean-Luc Jacques Michel Drion, William Adams | TEDDY, 싸이(Psy), 유건형, FUTURE BOUNCE, Dominique Regiacorte, Jean-Luc Jacques Michel Drion, William Adams | 유건형, FUTURE BOUNCE | 3:50      |
| 5.            | Dream (Feat. XIA of JYJ)                 | 싸이(Psy), 신해철                                                                    | 싸이(Psy), 유건형                                                                                           | 유건형                | 3:16      |
| 6.            | ROCKnROLLbaby (Feat. Will.i.am)          | 싸이(Psy), William Adams                                                             | 싸이(Psy), KUSH, William Adams, 유건형                                                                      | KUSH, 유건형, R.Tee   | 4:16      |
| 7.            | 좋은날이 올거야 (Feat. 전인권)           | 싸이(Psy)                                                                            | 싸이(Psy), 유건형                                                                                           | 유건형                | 3:32      |
| 8.            | 아저씨SWAG (Feat. 개코 Of 다이나믹 듀오) | 싸이(Psy), 개코                                                                      | 싸이(Psy), 유건형                                                                                           | 유건형                | 3:09      |
| 9.            | SING (PSYmix) (with Ed Sheeran)          | Ed Sheeran, Pharrell Williams, 싸이(Psy)                                             | Ed Sheeran, Pharrell Williams, 싸이(Psy), 유건형                                                            | 유건형                | 3:57      |
| 총 재생 시간: | 총 재생 시간:                            | 총 재생 시간:                                                                        | 총 재생 시간:                                                                                               | 총 재생 시간:         | 32:48     |

## 차트
| 차트 (2015)               | 최고 순위 |
| ------------------------- | --------- |
| 대한민국 앨범 (가온 차트) | 6         |
| 미국 월드 앨범 (빌보드)   | 6         |